# 財政部大廈 (悉尼)

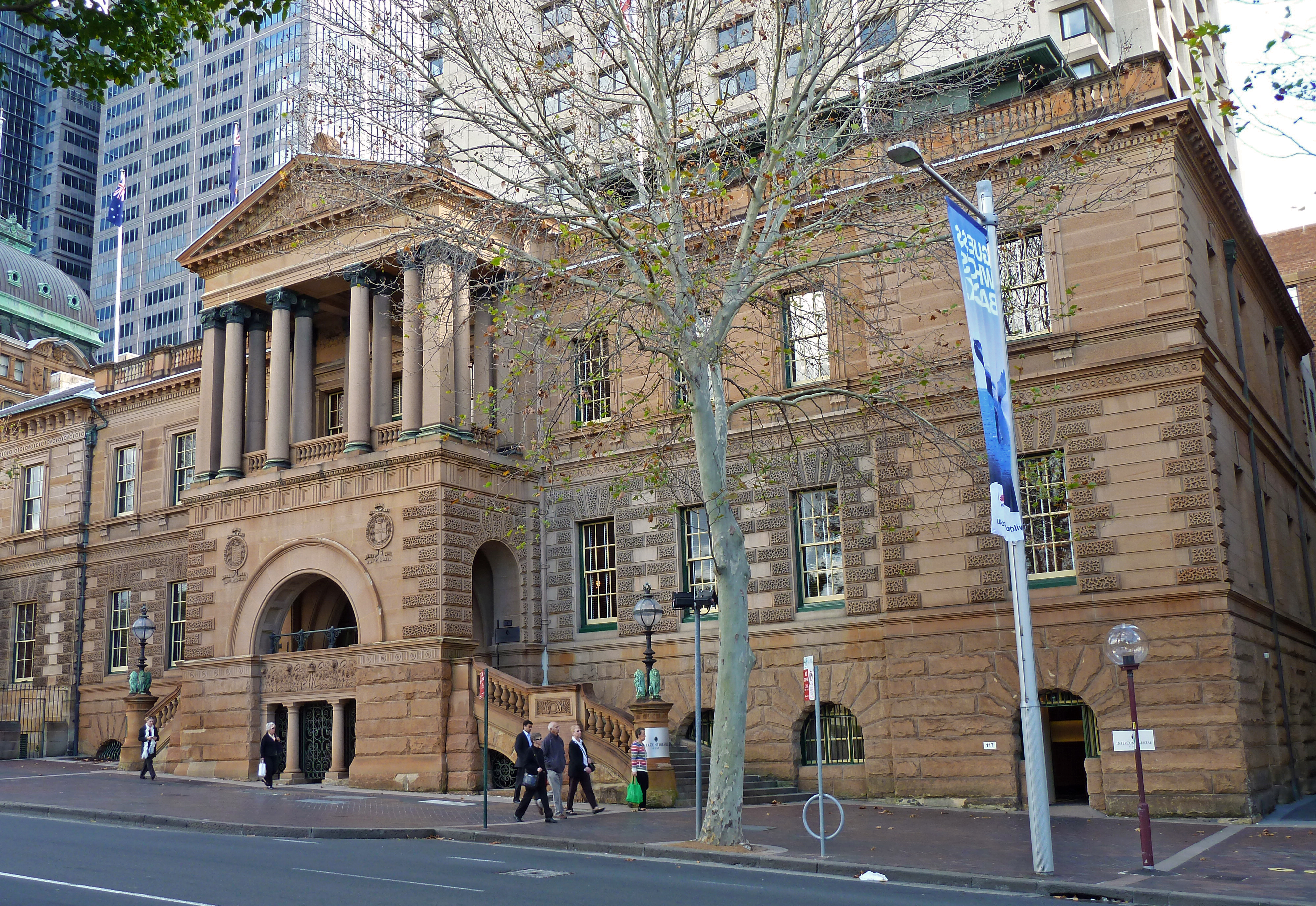

財政部大廈（Treasury Building）是澳洲新南威爾斯州悉尼的一座建築。這座建築位於悉尼中心商業區的麥覺理街和橋街（Bridge Street）的路口，外觀融合了維多利亞新古典式建築和義大利帕拉佐式建築。現在這座建築被作為飯店使用。